# 大湫村
大湫村（おおくてむら）は、かつて岐阜県土岐郡にあった村。現在の瑞浪市大湫町の区域に相当する。

## 地理
- 川：木曽川

## 歴史

### 沿革
- 1921年（大正10年）7月1日 - 土岐郡余戸村の分割によって大湫村が発足。
- 1954年（昭和29年）4月1日 - 瑞浪土岐町、稲津村、釜戸村、日吉村、明世村（山野内、月吉、戸狩）、恵那郡陶町と合併して瑞浪市が発足。同日大湫村廃止。

## 教育
- 大湫村立大湫中学校[1]
- 大湫村立大湫小学校[2]

## 名所・旧跡

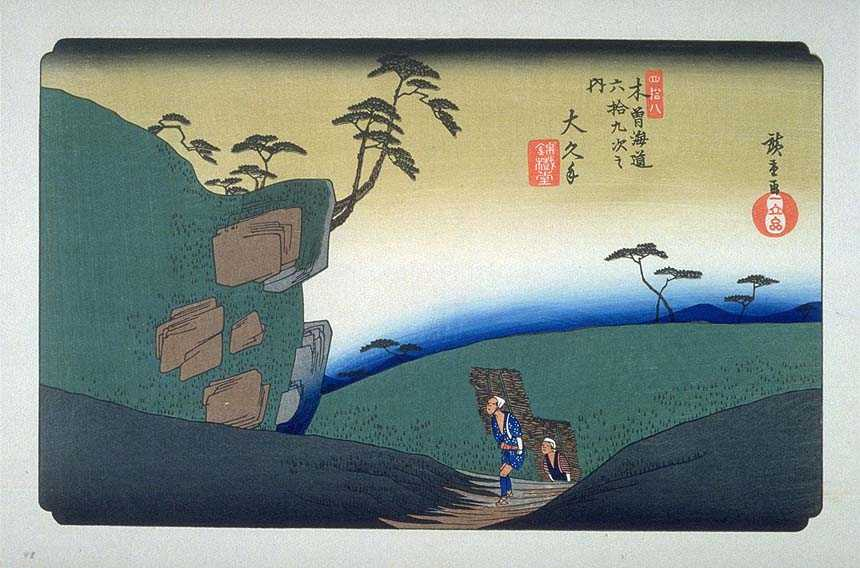
歌川広重「木曽海道六十九次・大久手」

- 中山道大湫宿

## 出身者
- 玉置源次郎 - 教育者。

## 寺院
- 宗昌寺